# Danh sách di sản văn hóa Tây Ban Nha được quan tâm ở tỉnh Tarragona
Danh sách di sản văn hóa Tây Ban Nha được quan tâm ở Tarragona (tỉnh).

## Các di sản liên quan đến nhiều thành phố
| Tên                                  | Dạng                  | Địa điểm              | Tọa độ | Số hồ sơ tham khảo? | Ngày nhận danh hiệu? | Hình ảnh                                                           |
| ------------------------------------ | --------------------- | --------------------- | ------ | ------------------- | -------------------- | ------------------------------------------------------------------ |
| Đường hành hương Santiago Compostela | Lịch sử và nghệ thuật | Municipios del Camino |        | RI-53-0000035-00016 | 05-09-1962           | El Camino de Santiago por la provincia de Tarragona · Upload image |

## Di tích theo thành phố

### A

#### Aiguamúrcia(Aiguamúrcia)
- Xem: Danh sách di sản văn hóa Tây Ban Nha được quan tâm ở hạt Alto Campo (tỉnh Tarragona) (Alt Camp)

#### Albinyana(Albinyana)
- Xem: Danh sách di sản văn hóa Tây Ban Nha được quan tâm ở hạt Bajo Panadés (tỉnh Tarragona) (Baix Penedès)

#### L'Albiol(L'Albiol)
- Xem: Danh sách di sản văn hóa Tây Ban Nha được quan tâm ở hạt Baix Camp (tỉnh Tarragona) (Baix Camp)

#### Alcanar
- Xem: Danh sách di sản văn hóa Tây Ban Nha được quan tâm ở hạt Montsià (tỉnh Tarragona) (Montsià)

#### Alcover
- Xem: Danh sách di sản văn hóa Tây Ban Nha được quan tâm ở hạt Alto Campo (tỉnh Tarragona) (Alt Camp)

#### Alfara de Carles(Alfara de Carles)
- Xem: Danh sách di sản văn hóa Tây Ban Nha được quan tâm ở hạt Baix Ebre (tỉnh Tarragona) (Baix Ebre)

#### Alforja
- Xem: Danh sách di sản văn hóa Tây Ban Nha được quan tâm ở hạt Baix Camp (tỉnh Tarragona) (Baix Camp)

#### Alió
- Xem: Danh sách di sản văn hóa Tây Ban Nha được quan tâm ở hạt Alto Campo (tỉnh Tarragona) (Alt Camp)

#### Altafulla
- Xem: Danh sách di sản văn hóa Tây Ban Nha được quan tâm ở hạt Tarragonès (tỉnh Tarragona) (Tarragonès)

#### Amposta
- Xem: Danh sách di sản văn hóa Tây Ban Nha được quan tâm ở hạt Montsià (tỉnh Tarragona) (Montsià)

#### Arbolí
- Xem: Danh sách di sản văn hóa Tây Ban Nha được quan tâm ở hạt Baix Camp (tỉnh Tarragona) (Baix Camp)

#### Arbós(L'Arboç)
- Xem: Danh sách di sản văn hóa Tây Ban Nha được quan tâm ở hạt Bajo Panadés (tỉnh Tarragona) (Baix Penedès)

#### Arnes
- Xem: Danh sách di sản văn hóa Tây Ban Nha được quan tâm ở hạt Terra Alta (tỉnh Tarragona) (Terra Alta)

#### Ascó
- Xem: Danh sách di sản văn hóa Tây Ban Nha được quan tâm ở hạt Ribera d'Ebre (tỉnh Tarragona) (Ribera d'Ebre)

### B

#### Banyeres del Penedès(Banyeres del Penedès)
- Xem: Danh sách di sản văn hóa Tây Ban Nha được quan tâm ở hạt Bajo Panadés (tỉnh Tarragona) (Baix Penedès)

#### Barberà de la Conca(Barberà de la Conca)
- Xem: Danh sách di sản văn hóa Tây Ban Nha được quan tâm ở hạt Conca de Barberà (tỉnh Tarragona) (Conca de Barberà)

#### Batea (España)
- Xem: Danh sách di sản văn hóa Tây Ban Nha được quan tâm ở hạt Terra Alta (tỉnh Tarragona) (Terra Alta)

#### Bellvey(Bellvei)
- Xem: Danh sách di sản văn hóa Tây Ban Nha được quan tâm ở hạt Bajo Panadés (tỉnh Tarragona) (Baix Penedès)

#### Benifallet
- Xem: Danh sách di sản văn hóa Tây Ban Nha được quan tâm ở hạt Baix Ebre (tỉnh Tarragona) (Baix Ebre)

#### Benissanet(Benissanet)
- Xem: Danh sách di sản văn hóa Tây Ban Nha được quan tâm ở hạt Ribera d'Ebre (tỉnh Tarragona) (Ribera d'Ebre)

#### Bràfim(Bràfim)
- Xem: Danh sách di sản văn hóa Tây Ban Nha được quan tâm ở hạt Alto Campo (tỉnh Tarragona) (Alt Camp)

### C

#### Cabacés
- Xem: Danh sách di sản văn hóa Tây Ban Nha được quan tâm ở hạt Priorat (tỉnh Tarragona) (Priorat)

#### Cabra del Camp(Cabra del Camp)
- Xem: Danh sách di sản văn hóa Tây Ban Nha được quan tâm ở hạt Alto Campo (tỉnh Tarragona) (Alt Camp)

#### Calafell
- Xem: Danh sách di sản văn hóa Tây Ban Nha được quan tâm ở hạt Bajo Panadés (tỉnh Tarragona) (Baix Penedès)

#### Camarles
- Xem: Danh sách di sản văn hóa Tây Ban Nha được quan tâm ở hạt Baix Ebre (tỉnh Tarragona) (Baix Ebre)

#### Cambrils
- Xem: Danh sách di sản văn hóa Tây Ban Nha được quan tâm ở hạt Baix Camp (tỉnh Tarragona) (Baix Camp)

#### Caseras(Caseres)
- Xem: Danh sách di sản văn hóa Tây Ban Nha được quan tâm ở hạt Terra Alta (tỉnh Tarragona) (Terra Alta)

#### Catllar(El Catllar)
- Xem: Danh sách di sản văn hóa Tây Ban Nha được quan tâm ở hạt Tarragonès (tỉnh Tarragona) (Tarragonès)

#### Xerta(Xerta)
- Xem: Danh sách di sản văn hóa Tây Ban Nha được quan tâm ở hạt Baix Ebre (tỉnh Tarragona) (Baix Ebre)

#### Conesa (Tarragona)
- Xem: Danh sách di sản văn hóa Tây Ban Nha được quan tâm ở hạt Conca de Barberà (tỉnh Tarragona) (Conca de Barberà)

#### Constantí
- Xem: Danh sách di sản văn hóa Tây Ban Nha được quan tâm ở hạt Tarragonès (tỉnh Tarragona) (Tarragonès)

#### Corbera d'Ebre(Corbera d'Ebre)
- Xem: Danh sách di sản văn hóa Tây Ban Nha được quan tâm ở hạt Terra Alta (tỉnh Tarragona) (Terra Alta)

#### Cornudella de Montsant(Cornudella de Montsant)
- Xem: Danh sách di sản văn hóa Tây Ban Nha được quan tâm ở hạt Priorat (tỉnh Tarragona) (Priorat)

#### Creixell
- Xem: Danh sách di sản văn hóa Tây Ban Nha được quan tâm ở hạt Tarragonès (tỉnh Tarragona) (Tarragonès)

#### Cunit
- Xem: Danh sách di sản văn hóa Tây Ban Nha được quan tâm ở hạt Bajo Panadés (tỉnh Tarragona) (Baix Penedès)

### D

#### Deltebre
- Xem: Danh sách di sản văn hóa Tây Ban Nha được quan tâm ở hạt Baix Ebre (tỉnh Tarragona) (Baix Ebre)

### E

#### L'Espluga de Francolí(L'Espluga de Francolí)
- Xem: Danh sách di sản văn hóa Tây Ban Nha được quan tâm ở hạt Conca de Barberà (tỉnh Tarragona) (Conca de Barberà)

### F

#### Falset
- Xem: Danh sách di sản văn hóa Tây Ban Nha được quan tâm ở hạt Priorat (tỉnh Tarragona) (Priorat)

#### Figuerola del Camp
- Xem: Danh sách di sản văn hóa Tây Ban Nha được quan tâm ở hạt Alto Campo (tỉnh Tarragona) (Alt Camp)

#### Flix
- Xem: Danh sách di sản văn hóa Tây Ban Nha được quan tâm ở hạt Ribera d'Ebre (tỉnh Tarragona) (Ribera d'Ebre)

#### Forés(Forès)
- Xem: Danh sách di sản văn hóa Tây Ban Nha được quan tâm ở hạt Conca de Barberà (tỉnh Tarragona) (Conca de Barberà)

#### Freginals
- Xem: Danh sách di sản văn hóa Tây Ban Nha được quan tâm ở hạt Montsià (tỉnh Tarragona) (Montsià)

### G

#### Gandesa
- Xem: Danh sách di sản văn hóa Tây Ban Nha được quan tâm ở hạt Terra Alta (tỉnh Tarragona) (Terra Alta)

#### Garcia
- Xem: Danh sách di sản văn hóa Tây Ban Nha được quan tâm ở hạt Ribera d'Ebre (tỉnh Tarragona) (Ribera d'Ebre)

#### Els Garidells(Els Garidells)
- Xem: Danh sách di sản văn hóa Tây Ban Nha được quan tâm ở hạt Alto Campo (tỉnh Tarragona) (Alt Camp)

### H

#### Horta de Sant Joan(Horta de Sant Joan)
- Xem: Danh sách di sản văn hóa Tây Ban Nha được quan tâm ở hạt Terra Alta (tỉnh Tarragona) (Terra Alta)

### L

#### L'Aldea(L'Aldea)
- Xem: Danh sách di sản văn hóa Tây Ban Nha được quan tâm ở hạt Baix Ebre (tỉnh Tarragona) (Baix Ebre)

#### L'Ametlla de Mar(L'Ametlla de Mar)
- Xem: Danh sách di sản văn hóa Tây Ban Nha được quan tâm ở hạt Baix Ebre (tỉnh Tarragona) (Baix Ebre)

#### L'Ampolla(L'Ampolla)
- Xem: Danh sách di sản văn hóa Tây Ban Nha được quan tâm ở hạt Baix Ebre (tỉnh Tarragona) (Baix Ebre)

#### La Bisbal del Penedès(La Bisbal del Penedès)
- Xem: Danh sách di sản văn hóa Tây Ban Nha được quan tâm ở hạt Bajo Panadés (tỉnh Tarragona) (Baix Penedès)

#### La Figuera
- Xem: Danh sách di sản văn hóa Tây Ban Nha được quan tâm ở hạt Priorat (tỉnh Tarragona) (Priorat)

#### La Galera
- Xem: Danh sách di sản văn hóa Tây Ban Nha được quan tâm ở hạt Montsià (tỉnh Tarragona) (Montsià)

#### La Morera de Montsant
- Xem: Danh sách di sản văn hóa Tây Ban Nha được quan tâm ở hạt Priorat (tỉnh Tarragona) (Priorat)

#### La Nou de Gaià(La Nou de Gaià)
- Xem: Danh sách di sản văn hóa Tây Ban Nha được quan tâm ở hạt Tarragonès (tỉnh Tarragona) (Tarragonès)

#### La Palma d'Ebre(La Palma d'Ebre)
- Xem: Danh sách di sản văn hóa Tây Ban Nha được quan tâm ở hạt Ribera d'Ebre (tỉnh Tarragona) (Ribera d'Ebre)

#### La Riba
- Xem: Danh sách di sản văn hóa Tây Ban Nha được quan tâm ở hạt Alto Campo (tỉnh Tarragona) (Alt Camp)

#### La Riera de Gaià(La Riera de Gaià)
- Xem: Danh sách di sản văn hóa Tây Ban Nha được quan tâm ở hạt Tarragonès (tỉnh Tarragona) (Tarragonès)

#### La Selva del Camp(La Selva del Camp)
- Xem: Danh sách di sản văn hóa Tây Ban Nha được quan tâm ở hạt Baix Camp (tỉnh Tarragona) (Baix Camp)

#### Les Piles(Les Piles)
- Xem: Danh sách di sản văn hóa Tây Ban Nha được quan tâm ở hạt Conca de Barberà (tỉnh Tarragona) (Conca de Barberà)

#### Llorach(Llorac)
- Xem: Danh sách di sản văn hóa Tây Ban Nha được quan tâm ở hạt Conca de Barberà (tỉnh Tarragona) (Conca de Barberà)

#### Llorenç del Penedès(Llorenç del Penedès)
- Xem: Danh sách di sản văn hóa Tây Ban Nha được quan tâm ở hạt Bajo Panadés (tỉnh Tarragona) (Baix Penedès)

### M

#### Marsá(Marçà)
- Xem: Danh sách di sản văn hóa Tây Ban Nha được quan tâm ở hạt Priorat (tỉnh Tarragona) (Priorat)

#### El Milà(El Milà)
- Xem: Danh sách di sản văn hóa Tây Ban Nha được quan tâm ở hạt Alto Campo (tỉnh Tarragona) (Alt Camp)

#### Miravet
- Xem: Danh sách di sản văn hóa Tây Ban Nha được quan tâm ở hạt Ribera d'Ebre (tỉnh Tarragona) (Ribera d'Ebre)

#### Montblanch(Montblanc)
- Xem: Danh sách di sản văn hóa Tây Ban Nha được quan tâm ở hạt Conca de Barberà (tỉnh Tarragona) (Conca de Barberà)

#### Montferri
- Xem: Danh sách di sản văn hóa Tây Ban Nha được quan tâm ở hạt Alto Campo (tỉnh Tarragona) (Alt Camp)

#### Montmell(El Montmell)
- Xem: Danh sách di sản văn hóa Tây Ban Nha được quan tâm ở hạt Bajo Panadés (tỉnh Tarragona) (Baix Penedès)

#### Mont-roig del Camp(Mont-roig del Camp)
- Xem: Danh sách di sản văn hóa Tây Ban Nha được quan tâm ở hạt Baix Camp (tỉnh Tarragona) (Baix Camp)

#### Móra d'Ebre(Móra d'Ebre)
- Xem: Danh sách di sản văn hóa Tây Ban Nha được quan tâm ở hạt Ribera d'Ebre (tỉnh Tarragona) (Ribera d'Ebre)

#### Morell(El Morell)
- Xem: Danh sách di sản văn hóa Tây Ban Nha được quan tâm ở hạt Tarragonès (tỉnh Tarragona) (Tarragonès)

### N

#### Nulles
- Xem: Danh sách di sản văn hóa Tây Ban Nha được quan tâm ở hạt Alto Campo (tỉnh Tarragona) (Alt Camp)

### P

#### Els Pallaresos(Els Pallaresos)
- Xem: Danh sách di sản văn hóa Tây Ban Nha được quan tâm ở hạt Tarragonès (tỉnh Tarragona) (Tarragonès)

#### Passanant(Passanant i Belltall)
- Xem: Danh sách di sản văn hóa Tây Ban Nha được quan tâm ở hạt Conca de Barberà (tỉnh Tarragona) (Conca de Barberà)

#### Pauls(Paüls)
- Xem: Danh sách di sản văn hóa Tây Ban Nha được quan tâm ở hạt Baix Ebre (tỉnh Tarragona) (Baix Ebre)

#### Perafort
- Xem: Danh sách di sản văn hóa Tây Ban Nha được quan tâm ở hạt Tarragonès (tỉnh Tarragona) (Tarragonès)

#### El Perelló(El Perelló)
- Xem: Danh sách di sản văn hóa Tây Ban Nha được quan tâm ở hạt Baix Ebre (tỉnh Tarragona) (Baix Ebre)

#### El Pinell de Brai(El Pinell de Brai)
- Xem: Danh sách di sản văn hóa Tây Ban Nha được quan tâm ở hạt Terra Alta (tỉnh Tarragona) (Terra Alta)

#### Pira (Tarragona)
- Xem: Danh sách di sản văn hóa Tây Ban Nha được quan tâm ở hạt Conca de Barberà (tỉnh Tarragona) (Conca de Barberà)

#### El Pla de Santa Maria(El Pla de Santa Maria)
- Xem: Danh sách di sản văn hóa Tây Ban Nha được quan tâm ở hạt Alto Campo (tỉnh Tarragona) (Alt Camp)

#### Poboleda
- Xem: Danh sách di sản văn hóa Tây Ban Nha được quan tâm ở hạt Priorat (tỉnh Tarragona) (Priorat)

#### Pontils
- Xem: Danh sách di sản văn hóa Tây Ban Nha được quan tâm ở hạt Conca de Barberà (tỉnh Tarragona) (Conca de Barberà)

#### Porrera
- Xem: Danh sách di sản văn hóa Tây Ban Nha được quan tâm ở hạt Priorat (tỉnh Tarragona) (Priorat)

#### Prades, Tarragona
- Xem: Danh sách di sản văn hóa Tây Ban Nha được quan tâm ở hạt Baix Camp (tỉnh Tarragona) (Baix Camp)

#### Prat de Comte(Prat de Comte)
- Xem: Danh sách di sản văn hóa Tây Ban Nha được quan tâm ở hạt Terra Alta (tỉnh Tarragona) (Terra Alta)

#### Pratdip
- Xem: Danh sách di sản văn hóa Tây Ban Nha được quan tâm ở hạt Baix Camp (tỉnh Tarragona) (Baix Camp)

#### La Pobla de Montornès(La Pobla de Montornès)
- Xem: Danh sách di sản văn hóa Tây Ban Nha được quan tâm ở hạt Tarragonès (tỉnh Tarragona) (Tarragonès)

#### El Pont d'Armentera(El Pont d'Armentera)
- Xem: Danh sách di sản văn hóa Tây Ban Nha được quan tâm ở hạt Alto Campo (tỉnh Tarragona) (Alt Camp)

### Q

#### Querol
- Xem: Danh sách di sản văn hóa Tây Ban Nha được quan tâm ở hạt Alto Campo (tỉnh Tarragona) (Alt Camp)

### R

#### Reus
- Xem: Danh sách di sản văn hóa Tây Ban Nha được quan tâm ở hạt Baix Camp (tỉnh Tarragona) (Baix Camp)

#### Riba-roja d'Ebre(Riba-roja d'Ebre)
- Xem: Danh sách di sản văn hóa Tây Ban Nha được quan tâm ở hạt Ribera d'Ebre (tỉnh Tarragona) (Ribera d'Ebre)

#### Riudecanyes(Riudecanyes)
- Xem: Danh sách di sản văn hóa Tây Ban Nha được quan tâm ở hạt Baix Camp (tỉnh Tarragona) (Baix Camp)

#### Rocafort de Queralt
- Xem: Danh sách di sản văn hóa Tây Ban Nha được quan tâm ở hạt Conca de Barberà (tỉnh Tarragona) (Conca de Barberà)

#### Roda de Barà(Roda de Berà)
- Xem: Danh sách di sản văn hóa Tây Ban Nha được quan tâm ở hạt Tarragonès (tỉnh Tarragona) (Tarragonès)

#### Rodonyà(Rodonyà)
- Xem: Danh sách di sản văn hóa Tây Ban Nha được quan tâm ở hạt Alto Campo (tỉnh Tarragona) (Alt Camp)

#### Roquetes(Roquetes)
- Xem: Danh sách di sản văn hóa Tây Ban Nha được quan tâm ở hạt Baix Ebre (tỉnh Tarragona) (Baix Ebre)

#### El Rourell(El Rourell)
- Xem: Danh sách di sản văn hóa Tây Ban Nha được quan tâm ở hạt Alto Campo (tỉnh Tarragona) (Alt Camp)

#### Ruidecols
- Xem: Danh sách di sản văn hóa Tây Ban Nha được quan tâm ở hạt Baix Camp (tỉnh Tarragona) (Baix Camp)

### S

#### Salou
- Xem: Danh sách di sản văn hóa Tây Ban Nha được quan tâm ở hạt Tarragonès (tỉnh Tarragona) (Tarragonès)

#### Sant Carles de la Ràpita(Sant Carles de la Ràpita)
- Xem: Danh sách di sản văn hóa Tây Ban Nha được quan tâm ở hạt Montsià (tỉnh Tarragona) (Montsià)

#### Sant Jaume d'Enveja(Sant Jaume d'Enveja)
- Xem: Danh sách di sản văn hóa Tây Ban Nha được quan tâm ở hạt Montsià (tỉnh Tarragona) (Montsià)

#### Sant Jaume dels Domenys(Sant Jaume dels Domenys)
- Xem: Danh sách di sản văn hóa Tây Ban Nha được quan tâm ở hạt Bajo Panadés (tỉnh Tarragona) (Baix Penedès)

#### Santa Coloma de Queralt
- Xem: Danh sách di sản văn hóa Tây Ban Nha được quan tâm ở hạt Conca de Barberà (tỉnh Tarragona) (Conca de Barberà)

#### Santa Oliva
- Xem: Danh sách di sản văn hóa Tây Ban Nha được quan tâm ở hạt Bajo Panadés (tỉnh Tarragona) (Baix Penedès)

#### Savallà del Comtat(Savallà del Comtat)
- Xem: Danh sách di sản văn hóa Tây Ban Nha được quan tâm ở hạt Conca de Barberà (tỉnh Tarragona) (Conca de Barberà)

#### Solivella
- Xem: Danh sách di sản văn hóa Tây Ban Nha được quan tâm ở hạt Conca de Barberà (tỉnh Tarragona) (Conca de Barberà)

### T

#### Tarragona
- Xem: Danh sách di sản văn hóa Tây Ban Nha được quan tâm ở hạt Tarragonès (tỉnh Tarragona) (Tarragonès)

#### Tivenys
- Xem: Danh sách di sản văn hóa Tây Ban Nha được quan tâm ở hạt Baix Ebre (tỉnh Tarragona) (Baix Ebre)

#### Tivisa(Tivissa)
- Xem: Danh sách di sản văn hóa Tây Ban Nha được quan tâm ở hạt Ribera d'Ebre (tỉnh Tarragona) (Ribera d'Ebre)

#### La Torre de Fontaubella(La Torre de Fontaubella)
- Xem: Danh sách di sản văn hóa Tây Ban Nha được quan tâm ở hạt Priorat (tỉnh Tarragona) (Priorat)

#### Torredembarra
- Xem: Danh sách di sản văn hóa Tây Ban Nha được quan tâm ở hạt Tarragonès (tỉnh Tarragona) (Tarragonès)

#### Torroja del Priorat(Torroja del Priorat)
- Xem: Danh sách di sản văn hóa Tây Ban Nha được quan tâm ở hạt Priorat (tỉnh Tarragona) (Priorat)

#### Tortosa
- Xem: Danh sách di sản văn hóa Tây Ban Nha được quan tâm ở hạt Baix Ebre (tỉnh Tarragona) (Baix Ebre)

### U

#### Ulldecona
- Xem: Danh sách di sản văn hóa Tây Ban Nha được quan tâm ở hạt Montsià (tỉnh Tarragona) (Montsià)

#### Ulldemolins
- Xem: Danh sách di sản văn hóa Tây Ban Nha được quan tâm ở hạt Priorat (tỉnh Tarragona) (Priorat)

### V

#### Vallclara
- Xem: Danh sách di sản văn hóa Tây Ban Nha được quan tâm ở hạt Conca de Barberà (tỉnh Tarragona) (Conca de Barberà)

#### Vallfogona de Riucorb
- Xem: Danh sách di sản văn hóa Tây Ban Nha được quan tâm ở hạt Conca de Barberà (tỉnh Tarragona) (Conca de Barberà)

#### Vallmoll
- Xem: Danh sách di sản văn hóa Tây Ban Nha được quan tâm ở hạt Alto Campo (tỉnh Tarragona) (Alt Camp)

#### Valls
- Xem: Danh sách di sản văn hóa Tây Ban Nha được quan tâm ở hạt Alto Campo (tỉnh Tarragona) (Alt Camp)

#### Vandellós(Vandellòs i l'Hospitalet de l'Infant))
- Xem: Danh sách di sản văn hóa Tây Ban Nha được quan tâm ở hạt Baix Camp (tỉnh Tarragona) (Baix Camp)

#### El Vendrell(El Vendrell)
- Xem: Danh sách di sản văn hóa Tây Ban Nha được quan tâm ở hạt Bajo Panadés (tỉnh Tarragona) (Baix Penedès)

#### Vespella de Gaià(Vespella de Gaià)
- Xem: Danh sách di sản văn hóa Tây Ban Nha được quan tâm ở hạt Tarragonès (tỉnh Tarragona) (Tarragonès)

#### Vilabella
- Xem: Danh sách di sản văn hóa Tây Ban Nha được quan tâm ở hạt Alto Campo (tỉnh Tarragona) (Alt Camp)

#### Vilallonga del Camp(Vilallonga del Camp)
- Xem: Danh sách di sản văn hóa Tây Ban Nha được quan tâm ở hạt Tarragonès (tỉnh Tarragona) (Tarragonès)

#### Vilaplana
- Xem: Danh sách di sản văn hóa Tây Ban Nha được quan tâm ở hạt Baix Camp (tỉnh Tarragona) (Baix Camp)

#### Vila-rodona(Vila-rodona)
- Xem: Danh sách di sản văn hóa Tây Ban Nha được quan tâm ở hạt Alto Campo (tỉnh Tarragona) (Alt Camp)

#### Vila-seca(Vila-seca)
- Xem: Danh sách di sản văn hóa Tây Ban Nha được quan tâm ở hạt Tarragonès (tỉnh Tarragona) (Tarragonès)

#### Vimbodí y Poblet(Vimbodí i Poblet)
- Xem: Danh sách di sản văn hóa Tây Ban Nha được quan tâm ở hạt Conca de Barberà (tỉnh Tarragona) (Conca de Barberà)

#### Vinebre
- Xem: Danh sách di sản văn hóa Tây Ban Nha được quan tâm ở hạt Ribera d'Ebre (tỉnh Tarragona) (Ribera d'Ebre)

#### Vinyols i els Arcs(Vinyols i els Arcs)
- Xem: Danh sách di sản văn hóa Tây Ban Nha được quan tâm ở hạt Baix Camp (tỉnh Tarragona) (Baix Camp)